# مرکز گسترش سینمای مستند و تجربی
مرکز گسترش سینمای مستند و تجربی نهادی وابسته به معاونت امور سینمایی و سمعی و بصری وزارت فرهنگ و ارشاد اسلامی، مرکز تولید و مشارکت در فیلم‌های سینمایی اول (نخستین اثر فیلمساز)، فیلم‌های مستند بلند، نیمه بلند و کوتاه، فیلم‌های کوتاه داستانی و تجربی حرفه‌ای و فیلم‌های انیمیشن بلند و کوتاه در ایران است. بودجه این مرکز در سال ۱۳۹۱ برابر ۱۲ میلیارد تومان بوده‌است. این مرکز از سال ۱۴۰۱ بصورت مستقیم مدیریت گروه سینمایی هنر و تجربه را بر عهده گرفته است.